# Carl Johan Wachtmeister
Carl Johan Wachtmeister (Skövde, 1º febbraio 1903 – Stoccolma, 22 maggio 1993) è stato uno schermidore svedese, vincitore di una medaglia d'argento ai Campionati Internazionali di scherma.